# Trieste Austro-Ungarica, Marce tradizionali triestine
Trieste Austro-Ungarica, Marce tradizionali triestine je studijski album Delavske godbe Trbovlje, ki je izšel leta 1969 pri založbi Pioneer Records iz Trsta. Na plošči se orkester predstavlja s tržaškimi koračnicami in popevkami, ki jih je v dvorani Slovenske filharmonije posnela RTV Ljubljana.

## Seznam skladb
| Stran A | Stran A | Stran A |
| Št.     | Naslov | Dolžina |
| ------- | --- | ------- |
| 1.      | „Andemo a Servola / La societá del celibi / La marcia del porchi / Ti col mus, mi col tran‟                                     |         |
| 2.      | „De Trieste fin a Zara / Se le guardie no vol che cantemo / Le galine, tute mate‟                                               |         |
| 3.      | „In zavate, capel de paia / Ciribiribin / Le mula rossa / Come la marcia ben / La banda la vien / Molighe 'l fil, che 'l svoli‟ |         |

| Stran B | Stran B                     | Stran B    | Stran B |
| Št.     | Naslov                      | Glasba     | Dolžina |
| ------- | --------------------------- | ---------- | ------- |
| 1.      | „El tran de Opčina‟         |            |         |
| 2.      | „Teresa‟                    |            |         |
| 3.      | „No go le ciave del porton‟ |            |         |
| 4.      | „Alte Kameraden‟            | Carl Teike |         |

Dirigent: prof. Mihael Gunzek